# Xã Valley, Quận Beadle, Nam Dakota
Xã Valley (tiếng Anh: Valley Township) là một xã thuộc quận Beadle, tiểu bang Nam Dakota, Hoa Kỳ. Năm 2010, dân số của xã này là 262 người.